# Curtiss Model L
El Curtiss Model L fue un avión entrenador triplano estadounidense, construido por la Curtiss Aeroplane Company de Hammondsport, Nueva York.

## Diseño y desarrollo

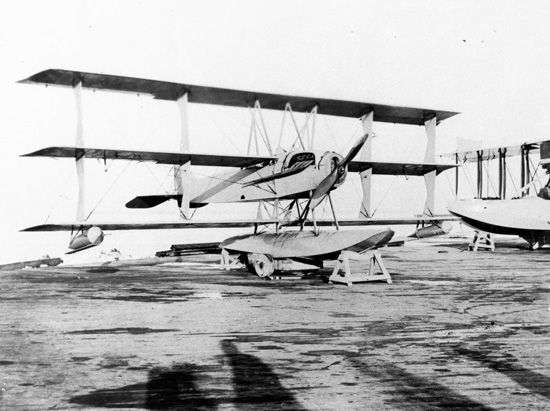
Curtiss L-2 de la Armada estadounidense sobre flotadores.

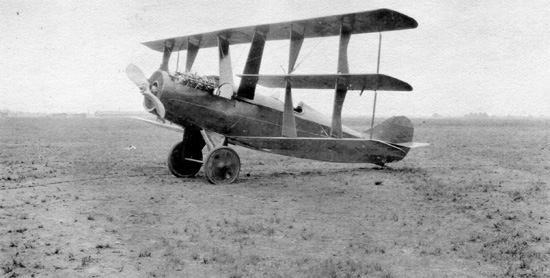
Curtiss L-2 del Ejército estadounidense.

Era un diseño muy convencional con dos alas superiores de misma envergadura y la inferior más corta, aunque dotada de un diedro acentuado. El Model L poseía una amplia cabina abierta que acomodaba al instructor y al alumno lado a lado, una característica inusual para la época, que hizo que el avión se ganase el apodo de "Sociable Triplane" (Triplano social). Aparte de las ventas privadas, Curtiss vendió cierta cantidad al Ejército y a la Armada estadounidenses. El Ejército adquirió un L-1 (matriculado AS473), con los soportes alares y la cola revisados. La Armada y el Ejército compraron la versión L-2 (tres aparatos (matriculados A291/293) y uno (matriculado AS475), respectivamente). Se diferenciaban de los ejemplares civiles al tener las alas inferiores la misma envergadura que las superiores (y sin diedro), siendo esto necesario para acomodar los flotadores de equilibrio que, junto con el principal central, equipaban a los aparatos de la Armada.
Las alas de uno de los ejemplares del Ejército fueron unidas al fuselaje de un Curtiss Jenny para producir el único ejemplar del entrenador X-1. Las alas del Model L también fueron usadas por Curtiss para la creación del avión transitable Autoplane, así como unidas a un casco de Model F, para crear el Curtiss FL.

## Variantes
Model L (Model 9)
Entrenador triplano civil.
Model L-1
Versión militar del L con soportes y cola revisados, uno construido.
Model L-2
Versión militar del L con alas iguales, cuatro construidos.

## Operadores
Estados Unidos
- Armada de los Estados Unidos
- Ejército de los Estados Unidos

## Especificaciones

### Características generales
- Tripulación: Dos (alumno e instructor)
- Longitud: 5,49 m
- Envergadura: 7,62 m
- Planta motriz: 1× motor lineal V-8 refrigerado por líquido Curtiss OX-2.
  - Potencia: 67 kW (90 hp)

### Secuencias de designación
- Secuencia Alfabética (interna de Curtiss): ← HA - J - K - L - MF - N - NC →
- Secuencia Numérica (interna de Curtiss): ← 6 - 7 - 8 - 9 - 10 - 11 - 12 →

### Listas relacionadas
- Anexo:Aeronaves militares de los Estados Unidos (1909-1919)